# Zairischer Messritus
Als Zairischen Messritus (französisch rite zaïrois, offiziell: Römischer Messritus für die Diözesen von Zaire) bezeichnet man die Art, wie in Zentralafrika die römisch-katholische Messe gefeiert wird. Dabei handelt es sich um eine Variante des römischen Ritus.

## Geschichte
Nach dem Zweiten Vatikanischen Konzil eröffneten sich den römisch-katholischen Christen in Afrika neue Chancen. Nicht nur konnten sie die heilige Messe in ihrer Kolonial- oder Landessprache statt in lateinischer Sprache feiern, sondern es gab auch die Möglichkeit zur Integration der eigenen Kultur. Insbesondere die Bischöfe der Kirche in Zaire (heute: Demokratische Republik Kongo), wohl auch unter dem Einfluss der Mobutu’schen Zairisierung der Gesellschaft, wurden in dieser Hinsicht aktiv. Den Anstoß gab die VI. Vollversammlung der Bischofskonferenz des Kongo (Assemblée plénière de l’Episcopat du Congo, APEC) 1961 in Léopoldville, die das liturgische Apostolat als ein vorrangiges Anliegen (und als wirksames Mittel) der Evangelisierung begriff. Beflügelt vom Konzil wurden die damals geleisteten ersten Studien und Entwürfe 1970 wieder aufgenommen. Zum eigentlichen „Architekten“ des Zairischen Ritus wurde Laurent Mpongo Mpoto CICM (1931–2020), der seinerzeit der Sekretär der Kommission für die Evangelisierung der APEC war. Er verband die Struktur der lateinischen Liturgie mit Elementen des syrischen Gottesdienstes und mit afrikanischen Traditionen. Kardinal Joseph-Albert Malula unterstützte ihn dabei.

## Ablauf der Messe
Ein Vergleich mit dem römischen Ritus zeigt, dass die Grundstruktur die gleiche ist; deutliche Unterschiede gibt es in der Ausgestaltung und Ausführung der einzelnen Elemente.

### Einzug
1. Einzug des Lektors
2. Begrüßung der Gläubigen und Einladung zum Gebet
3. Einzugsprozession der Geistlichen
4. Segnung des Altars
5. Begrüßung der Gläubigen
6. Einführung in die Liturgie
7. Anrufung der Heiligen und der Vorfahren
8. Lobgesang (Gloria)
9. Eröffnungsgebet

### Wortgottesdienst
1. Erste Lesung
2. Antwortpsalm
3. Zweite Lesung
4. Evangelium
5. Predigt
6. Glaubensbekenntnis (Credo)
7. Vergebungsritus
8. Friedensgruß
9. Gebet der Glaubenden

### Eucharistie
1. Prozession zur Gabenbereitung
2. Eucharistisches Hochgebet
3. Vaterunser
4. Kommunion und Danksagung
5. Gebet nach der Kommunion

### Auszug
1. Segnung
2. Aussendung
3. Auszugsprozession

Der zairische Messritus verfügt über einen weiter ausgebauten Eröffnungsritus. Die Rolle des Lektors ist umfangreicher und knüpft an diejenige des Ausrufers im Dorfleben an. Ein weiterer Unterschied ist die Anrufung der Heiligen und der Vorfahren im Eröffnungsteil. Die Anrufung der Vorfahren ist ein völlig neues Element. Daneben haben im Vergleich zum Römischen Ritus die Schuldvergebung und der Friedensgruß einen anderen Ort. Im Römischen Ritus haben Schuldbekenntnis und Vergebungsbitte ihren Platz im Eröffnungsteil vor bzw. in Form C nach dem Kyrie, dazu kommt der Friedensgruß nach dem Vaterunser als Kommunionvorbereitung. Im Zairischen Ritus schließen beide Riten gemeinsam den Wortgottesdienst ab.
Weitere Unterschiede liegen in der Art der Ausführung. Vorsänger und Lektoren bitten den Priester um das Wort und ergreifen es erst mit dessen Erlaubnis und Segen. Die Gabenbereitung wird als gesungene und getanzte Prozession durchgeführt. Der Gesang, der auch „ein Mittel rein mündlicher Übertragung der Botschaft, eine rhythmisch-pädagogische und rhythmisch-katechetische Darbietung des liturgischen Textes“ ist, und der Tanz sind auch sonst wichtige Ausdrucksformen im Zairischen Ritus, wie auch traditionelle Verhaltensweisen wie das weiter oben beschriebene «ums Wort bitten».

## Einführung und Weiterführung
Die APEC legte ihren Entwurf für einen afrikanischen Ritus im Dezember 1973 der Kongregation für die Sakramente und den Gottesdienst vor, die ihn 15 Jahre lang und eingehend prüfte. Schließlich promulgierte Papst Johannes Paul II. am 30. April 1988 den Missel Romain pour les diocèses du Zaïre (MRDZ), das Römische Messbuch für die Diözesen von Zaire (kurz: Zairischer Messritus). Eine „weltweite“ Anerkennung geschah insofern, als die heilige Messe zur Eröffnung der ersten Sonderversammlung der Bischofssynode für Afrika, die im April und Mai 1994 in Rom stattfand, im Zairischen Ritus gefeiert wurde, wenn auch mit Anpassungen.
Der Zairische Messritus war nie „auf Ewigkeit“ angelegt. Seinen Wegbereitern war sehr bewusst, dass keine Kultur stehen bleibt, sondern sich wandelt, auch die Kultur, wie der Glaube gelebt wird. Was sich weitet und verändert, wird zum Lernprinzip. Bei der Bischofssynode 2005, die sich vor allem der Eucharistie widmete, plädierte Tharcisse Tshibangu Tshishiku, Bischof von Mbujimayi, im Blick auf die Promulgation 1988 entschieden dafür, den Zairischen Messritus weiterzuentwickeln: „Heute, fast zwanzig Jahre später, spürt man überall in Afrika, angefangen bei der Kirche der Demokratischen Republik Kongo, das Bedürfnis zur Evaluierung der Praxis, um die Art der Ausführung des Ritus noch zu verbessern, wie sie wirklich sein sollte, und um leichtere oder mehr oder weniger besorgniserregende Abweichungen, die da und dort schon festgestellt wurden, zu vermeiden.“
Am 1. Dezember 2019, dem Fest der seligen Maria-Klementina Anuarita Nengapeta, und 25 Jahre nach der Seligsprechung des kongolesischen Märtyrers Isidore Bakandja feierte Papst Franziskus im Petersdom die Messe im Zairischen Ritus für die kongolesische Gemeinde in Italien.

## Bedeutung
James Chukwuma Okoye CSSp zufolge ist das Messbuch für Zaire als eines der besten Beispiele der Liturgie im afrikanischen Kontext. Es veranschauliche deutlich ein wichtiges Handikap innerhalb der katholischen Tradition: die bisweilen unwillkommene Steuerung von oben. Viele der ursprünglichen Ideen und Ansätze wurden – teils von den Bischöfen des Kongo, teils von der Kurie – als „nicht zum römischen Ritus“ passend zurückgewiesen.

## Ndzon-Melen-Ritus
Noch weiter als der Zairische Ritus geht der in Yaoundé praktizierte Ndzon-Melen-Ritus. Die „messe de Ndzong-Melen“ ist nach der Pfarrei St. Paul in Ndzong-Melen, einem Stadtteil von Yaoundé, benannt. Sie wurde vom dortigen Pfarrer, Pie-Claude Ngumu, einem Musiker, entwickelt und unter freiem Himmel gefeiert. Ihr liegt das Vorbild der afrikanischen Deliberation („Palaver“) zugrunde: geteiltes Wort und geteilte Mahlzeit, eingeladen durch den, der ein Problem hat.
Der Zairische und der Ndzon-Melen-Ritus sind Beispiele des dynamischen liturgischen Denkens in Schwarzafrika. Dabei gehen einige Theologen auch so weit, für das Abendmahl lokale Nahrungsmittel zu verwenden, was sich lückenlos in die Bemühungen der Kunst einreiht, in welchen die biblischen Gestalten Schwarzafrikaner sind.